# ألمير بليسكا
ألمير بليسكا هو لاعب كرة قدم بوسني في مركز الهجوم، ولد في 12 أغسطس 1987 في سراييفو في البوسنة والهرسك. لعب مع بارتيزاني تيرانا وفيليز موستار ونادي أولمبيك سراييفو ونادي ساراييفو.

## وصلات خارجية
- ألمير بليسكا على موقع قاعدة بيانات كرة القدم.إي يو (الإنجليزية)
- ألمير بليسكا على موقع Soccerway.com (الإنجليزية)
- ألمير بليسكا على موقع عالم كرة القدم.نت (الإنجليزية)